# Mechademia
Mechademia: Second Arc es una revista académica bianual (anteriormente anual) revisada por pares en inglés sobre los productos de la cultura popular japonesa y las prácticas de los fanáticos. Está publicado por University of Minnesota Press y el editor en jefe es Frenchy Lunning. Mechademia realiza una conferencia anual desde 2001.

## Volúmenes
Desde 2006 se han publicado diez volúmenes. Cada volumen está dedicado a una colección de artículos relacionados con un tema específico, como shojo manga o fandom de anime y manga. Está indexado en Project MUSE y JSTOR. Después de una pausa de tres años, a partir de 2018 se publicó una nueva serie de volúmenes de Mechademia (segundo arco), el primero con el tema de la infancia. El alcance de Mechademia se amplió para incluir toda Asia en su mandato. El área temática de Mechademia se extiende desde el manga y el anime hasta el diseño de juegos, la moda, los gráficos, el empaque y las industrias de juguetes, así como una amplia gama de prácticas de fanáticos relacionadas con la cultura popular en Japón.
El volumen inaugural, Mechademia 1, aborda el surgimiento de la cultura popular japonesa a través del diseño de juegos, la moda, el diseño gráfico, el empaque comercial, la creación de personajes y la cultura de los fanáticos. Promoviendo formas dinámicas de pensar, junto con un diseño gráfico de vanguardia y una gran cantidad de imágenes, este trabajo de vanguardia abre nuevas puertas entre la academia y el fandom. El número de estreno presenta los mundos interactivos que han creado el anime y el manga, incluidos los orígenes del cosplay (la subcultura del vestuario de manga y anime), Superflat, imágenes olvidadas de un artista de manga fundador, la interactividad de los videojuegos, la naturaleza del anime fandom en América, y la globalización del manga."
En su décima edición, los ensayos individuales varían ampliamente, desde una reflexión poética y personal sobre el ritual de tôrô nagashi (el encendido de linternas de papel flotantes que tradicionalmente ha conmemorado a las almas perdidas en grandes cataclismos públicos, como la guerra) hasta un estudio de las diversas historias contrafactuales escritas sobre el figura histórica de Toyotomi Hideyoshi, un ex campesino que se convirtió en dictador militar del Japón feudal. El libro también incluye un manga original, Nanohana, del popular artista Hagio Moto, a quien se le cita diciendo: “Quiero pensar junto con todos los demás sobre Fukushima y Chernobyl, sobre el futuro de la Tierra, sobre el futuro de la humanidad, y seguir pensando en avanzar.”

## Recepción
Steve Raiteri de Library Journal elogia a Mechademia como un "gran primer esfuerzo [...] cerrando la brecha entre académicos y fanáticos". Christophe Thouny, que escribe para Animation, también pensó que la escritura y el tono eran accesibles para ambos académicos y aficionados. Ed Sizemore de Comics Worth Reading crítica la revista por su sección de reseñas y comentarios porque "se leen como resúmenes de las obras (películas y libros) discutidas sin una crítica real de la obra". Sin embargo, Sizemore elogia la sección de ensayos académicos de la revista.
Por el contrario, Raiteri en Library Journal afirma que los fanes encontrarán la sección de reseñas y comentarios como "la sección más accesible" de la revista. Kevin Gifford contrasta Mechademia con trabajos menos profundos sobre el anime, elogia sus "ensayos y reseñas perspicaces" y los detalles, calificándolo de "lectura valiosa para cualquiera que tenga hambre de escritura inteligente" sobre el anime. Tomo Hirai del Nichi Bei Times describió el primer volumen como "una lectura informativa e inspiradora para aquellos curiosos más allá de la piel del anime".
Una revisión del segundo volumen de Mechademia de Johanna Draper Carlson de Comics Worth Reading crítica la revista por su tono seco y "afirmaciones planas que se suceden unas a otras separadas solo por números de notas al pie". Una revisión posterior de Ed Sizemore recomienda que Mechademia "debería dejar de intentar desarrollar un tema para cada número". Holly Ellingwood de Active Anime comenta que la "fuerte inclinación académica de la revista puede desanimar a algunos lectores potenciales, pero dale una oportunidad y examina los muchos temas variados". Una revisión posterior de Scott Campbell elogia el tercer volumen de Mechademia por ser "extremadamente perspicaz y estimulante... sobre el anime, el manga e incluso el futuro de la humanidad". D. Harlan Wilson consideró que el tercer volumen era "tan accesible como provocador y esclarecedor". William McClain critica el cuarto volumen por tener artículos que son "demasiado restrictivos" en el enfoque, llamando la atención sobre la falta de discusión, en este volumen, sobre cómo la cultura del anime y el manga se ha extendido internacionalmente. McClain también critica el volumen por no incluir suficientes ayudas visuales para el lector general, pero elogia la revista Mechademia en su conjunto por su enfoque experimental. Ellen Grabiner siente que War/Time toma el enfoque de que la guerra se ha convertido en parte de la vida cotidiana en la sociedad japonesa de la posguerra, y elogia la amplia gama de ensayos. Timothy Iles siente que la fuerza de Mechademia es que proporciona "investigación libre de jerga, basada en la historia, teóricamente informada, que destaca, ante todo, no el virtuosismo egoísta del investigador, sino la profundidad interpretativa del material bajo análisis".

### Indización
Según Ulrichsweb, Mechademia está resumida e indexada en EBSCOhost, Gale, OCLC y ProQuest.